# Арнулф Карантанијски
Арнулф Карантанијски или Арнулф Корушки (850—8. децембар 899) је био краљ Немачке (887—899), краљ Италије (896—899) и цар Светог римског царства (896—899). Члан је каролиншке династије Источне Франачке (Немачке), која се одвојила Верденским споразумом 843. године. Арнулф је незаконити сина Карломана Баварског.

## Родитељи
Арнулф је био незаконити син Карломана Баварског, и Лиутсвинде, која је можда била сестра Ернста, грофа баварског Нордгау Маргравијата на подручју Горњег Палатината, или можда гувернера Пасауа, према другим изворима. После Арнулфовог рођења, Карломан се оженио, пре 861. године, ћерком тог истог грофа Ернста, која је умрла након 8. августа 879. године. Како се о Арнулфовој незаконитости говори углавном о западно-франачкој историографији, сасвим је могуће да су те две жене у ствари једна те иста особа и да се Карломан оженио Арнулфовом мајком, чиме је легитимизирао свог сина.

## Свргавање Карла Дебелог
Најпре је добио војводство Карантанију, када је Карломан Баварски 880. поделио царство дајући Лудвигу Млађем Баварску, а Карлу Дебелом Италију. Одрастао је у Карантанији, тако да су га Карантанци сматрали својим војводом.
Одиграо је водећу улогу у свргавању цара Карла Дебелог. Уз помоћ племства постаје краљ Немачке 887. године. Карло Дебели је тада тражио само неколико краљевских кућа у Швабији, што му је Арнулф одобрио.

## Битке против Нормана
Током власти имао је неколико успеха, али сви успеси су били кратког даха. Нормани су дошли до Лотарингије и 26. јуна 891. крај Мастрихта су жестоко поразили немачку војску. Арнулф је тада скупио војску и 1. новембра 891. крај Левена је нанео огроман пораз Норманима. Хроничари кажу да од мртвих Нормана није могла река да тече. После те победе на том подручју је изградио замак.

## Борбе против Велике Моравске
Покушао је више пута да заузме Велику Моравску. Велика Моравска је била огромна словенска држава, која је обухватала данашњу Чешку Рерублику, Словачку и Мађарску. У почетку није имао никаквог успеха у борбама против Велике Моравске. Арнулф се 892. обратио Мађарима да му помогну против Велике Моравске. Мађари су у почетку помагали, а онда се 894. окрећу против Арнулфа, тако да је Арнулф био принуђен да води мировне преговоре са Великом Моравском. Током 895. Чешка (Бохемија) се одвојила од Велике Моравске и постала вазал Немачке. Склопљен је споразум између Арнулфа и бохемијског кнеза Борживоја. Борживој је склопио тај споразум да га Арнулф не би нападао.

## Неуспешна владавина Италијом
У Италији су се Гај III од Сполета и Беренгар од Фурланије борили око Гвоздене круне Ломбардије. Беренгар је крунисан за краља 887. године, а Гај је тада крунисан 889. Док је папа Стефан V подржавао Гаја, и чак га је крунисао за римског цара 891. године, Арнулф је ставио своју подршку иза Беренгара.
Године 893. нови папа Формоз, не верујући новокрунисаним савладарима Гају и његовом сину Ламберту, послао је посланство у Омунтесберх, где се Арнулф састајао са Сватоплуком, да затражи да Арнулф дође и ослободи Италију, где би био крунисан за цара у Риму. Арнулф је срео Приморе Краљевине Италије, отпустио их са поклонима и обећао да ће помоћи папи. Арнулф је затим послао Звентиболда са баварском војском да се придружи Беренгару. Победили су Гаја, али су откупљени и отишли у јесен.
Када је папа Формоз поново затражио од Арнулфа да изврши инвазију, војвода је лично повео војску преко Алпа почетком 894. У јануару 894. Бергамо је пао, а гроф Амброзије, Гајев представник у граду, обешен је о дрво поред градских капија. Освојивши сву територију северно од реке По, Арнулф је присилио на предају Милано, а затим протерао Гаја из Павије, где је крунисан за краља Италије. Арнулф није ишао даље пре него што је Гај изненада умро у касну јесен, и грозница је онеспособила његове трупе. Његов поход ка северу кроз Алпе прекинуо је Рудолф I од Бургундије, и Арнулф је тек са великом муком прешао планински ланац. У знак одмазде, Арнулф је наредио Звентиболду да опустоши Рудолфово краљевство. У међувремену, Ламберт и његова мајка Агелтруда отпутовали су у Рим да добију папску потврду о његовом царском наслеђу, али када је папа Формоз, који је још увек желео да крунише Арнулфа, одбио, затворен је у Кастел Сант Анђело.
Септембра 895, нова папска амбасада стигла је у Регенсбург молећи Арнулфову помоћ. У октобру је Арнулф предузео свој други поход на Италију. Брзо је прешао Алпе и поново заузео Павију, али је онда наставио полако, добијајући подршку међу племством Тоскане. Придружили су му се Магинулф, гроф од Милана и Валфред од Фурланије. На крају је чак и Адалберт II од Тоскане напустио Ламберта. Пронашавши Рим закључан против њега и држан од стране Агелтруде, Арнулф је морао да заузме град силом 21. фебруара 896. године, ослобађајући папу. Арнулфа је тада на Понте Милвиу дочекао Римски сенат који га је отпратио у Леонински град, где га је на степеништу Санти Апостоли примио папа Формоз.
Формоз је 22. фебруара 896. увео краља у цркву Светог Петра, миропомазао га и крунисао за цара, и поздравио га као Августа. Арнулф је потом отишао у базилику Светог Павла изван зидина, где је добио почаст римског народа, који се заклео „никада неће предати град Ламберту или његовој мајци Агелтруди“. Арнулф је потом послао у егзил у Баварску два водећа сенатора, Константина и Стефана, који су помогли Агелтруди да заузме Рим.
Оставивши једног од својих вазала, Фаролда, да држи Рим, две недеље касније Арнулф је кренуо на Сполето, где је Агелтруда побегла да се придружи Ламберту. Међутим, у овом тренутку, Арнулф је имао мождани удар, што га је приморало да прекине кампању и врати се у Баварску. Гласине тог времена учиниле су да Арнулфово стање буде резултат тровања од стране Агелтруде.
Арнулф је задржао власт у Италији само док је лично био тамо. На свом путу ка северу, зауставио се у Павији где је крунисао свог ванбрачног сина Ратолда за поткраља Италије, након чега је оставио Ратолда у Милану у покушају да сачува своју власт над Италијом. Исте године је папа Формоз умро, остављајући Ламберта поново на власти, и он и Беренгар су наставили да убијају све званичнике које је именовао Арнулф, приморавајући Ратолда да побегне из Милана у Баварску. До краја свог живота Арнулф је имао врло мало контроле у Италији, а његови агенти у Риму нису спречили приступање папе Стефана VI 896. године. Папа је у почетку дао подршку Арнулфу, али је на крају постао присталица Ламберта.

## Финалне године
Поред последица од можданог удара, Арнулф је добио morbus pediculosis (инфестација стидних вашки на капку), што га је спречило да се ефикасно носи са проблемима који су мучили његову владавину. Италија је изгубљена, јуришници из Моравске и Мађари су непрестано узнемиравали његове земље, а Лотарингија је била у побуни против Звентиболда. Такође га је мучила ескалација насиља и борба за власт међу нижим франачким племством.
Дана 8. децембра 899, Арнулф је умро у Ратисбону у данашњој Баварској. Сахрањен је у базилици Светог Емерама у Регенсбургу, која је сада позната као дворац Турн и Таксис, палата принчева од Турна и Таксиса. Њега је као краља Источне Франције наследио његов једини законити син из Ота, Лудвиг дете. Након Лујеве смрти 911. године у узрасту од 17 или 18 година, источнофранковачка грана династије Каролинга престала је да постоји. Арнулф је приморао племство да призна права његових ванбрачних синова, Звентиболда и Ратолда, као његових наследника. Звентиболд је наставио да влада Лотарингијом све до свог убиства 900. године.

## Породично стабло
|  |                          |  |  |  |  |  |  |  |  |  |  |  |  |  |  |  |
|  | 8. Луј I Побожни         |  |  |  |  |  |  |  |  |  |  |  |  |  |  |  |
|  |                          |  |  |  |  |  |  |  |  |  |  |  |  |  |  |  |
|  |                          |  |  |  |  |  |  |  |  |  |  |  |  |  |  |  |
|  | 4. Лудвиг I Немачки      |  |  |  |  |  |  |  |  |  |  |  |  |  |  |  |
|  |                          |  |  |  |  |  |  |  |  |  |  |  |  |  |  |  |
|  |                          |  |  |  |  |  |  |  |  |  |  |  |  |  |  |  |
|  | 9. Ерменгарда од Хесбаја |  |  |  |  |  |  |  |  |  |  |  |  |  |  |  |
|  |                          |  |  |  |  |  |  |  |  |  |  |  |  |  |  |  |
|  |                          |  |  |  |  |  |  |  |  |  |  |  |  |  |  |  |
|  | 2. Карломан Баварски     |  |  |  |  |  |  |  |  |  |  |  |  |  |  |  |
|  |                          |  |  |  |  |  |  |  |  |  |  |  |  |  |  |  |
|  |                          |  |  |  |  |  |  |  |  |  |  |  |  |  |  |  |
|  | 10. Welf of Altdorf      |  |  |  |  |  |  |  |  |  |  |  |  |  |  |  |
|  |                          |  |  |  |  |  |  |  |  |  |  |  |  |  |  |  |
|  |                          |  |  |  |  |  |  |  |  |  |  |  |  |  |  |  |
|  | 5. Hemma                 |  |  |  |  |  |  |  |  |  |  |  |  |  |  |  |
|  |                          |  |  |  |  |  |  |  |  |  |  |  |  |  |  |  |
|  |                          |  |  |  |  |  |  |  |  |  |  |  |  |  |  |  |
|  | 11. Хедвига од Саксоније |  |  |  |  |  |  |  |  |  |  |  |  |  |  |  |
|  |                          |  |  |  |  |  |  |  |  |  |  |  |  |  |  |  |
|  |                          |  |  |  |  |  |  |  |  |  |  |  |  |  |  |  |
|  | 1. Арнулф Карантанијски  |  |  |  |  |  |  |  |  |  |  |  |  |  |  |  |
|  |                          |  |  |  |  |  |  |  |  |  |  |  |  |  |  |  |
|  |                          |  |  |  |  |  |  |  |  |  |  |  |  |  |  |  |
|  | 3. Liutswinde            |  |  |  |  |  |  |  |  |  |  |  |  |  |  |  |
|  |                          |  |  |  |  |  |  |  |  |  |  |  |  |  |  |  |
|  |                          |  |  |  |  |  |  |  |  |  |  |  |  |  |  |  |